# 晴班單孔魨
晴班單孔魨為輻鰭魚綱魨形目四齒魨亞目四齒魨科的其中一種，分布於亞洲馬來半島淡水流域，棲息在底層流域，生活習性不明。

## 扩展阅读
維基物種上的相關：晴班單孔魨